# Hólshyrna
Hólshyrna är en bergstopp i republiken Island. Den ligger i regionen Norðurland eystra, 250 km nordost om huvudstaden Reykjavík. Toppen på Hólshyrna är 853 meter över havet.
Runt Hólshyrna är det mycket glesbefolkat, med 3 invånare per kvadratkilometer. Närmaste större samhälle är Ólafsfjörður, nära Hólshyrna. Trakten runt Hólshyrna består i huvudsak av gräsmarker.